# Comisariado del Pueblo de Trabajo de la URSS
El Comisariado del Pueblo para el Trabajo de la Unión Soviética (en ruso: Народный комиссариат труда СССР, Narkomtrud) fue un organismo gubernamental encargado de regular las condiciones laborales en la Unión Soviética, desde 1923 hasta 1933. Fue establecido en 1923, mediante el Tratado de Creación de la URSS.
Según un reglamento publicado por el Comité Ejecutivo Central de la Unión Soviética, sus tareas principales eran las disposiciones básicas en el campo de la regulación del trabajo, así como las condiciones laborales, salariales y seguros sociales, entre otras cosas. En 1933, fue absorbido por el Consejo Central de Sindicatos de Toda la Unión.

## Historia
Antes de la revolución, el régimen zarista contaba con un ministerio de trabajo, hasta que este fue abolido durante la Revolución. Durante la cuarta Conferencia Panrusa de Sindicatos, el bolchevique Mijaíl Tomski propuso una resolución donde se eliminaba el ámbito laboral de los sóviets y se transfería al Comisariado del Pueblo para el Trabajo.
Teniendo en cuenta el contexto de rápida evolución de la crisis económica y la invasión extranjera, Aleksándr Shliápnikov trató de otorgar al Comisariado del Trabajo del Pueblo la autoridad para tomar decisiones y aprobar decretos. Anteriormente, el Ministerio de Trabajo del Gobierno Provisional mediaba entre los gerentes y los trabajadores, mientras que el Narkomtrud promovía el bienestar de los trabajadores. También participó en la regulación de la industria en colaboración con los sindicatos. Sin embargo, el Narkomtrud enfrentó muchos obstáculos, como enfrentarse a los líderes de los sindicatos no bolcheviques, demandas ambiciosas de los comités de fábrica y mantener el orden disciplinario entre los trabajadores. Además, los mencheviques, los socialrevolucionarios y algunos bolcheviques moderados no estaban de acuerdo con el sistema de Shliápnikov. Shliápnikov llenó los puestos clave de Narkomtrud con personal sindical porque creía que su conocimiento sobre las regulaciones de salarios y condiciones de trabajo los hacía más calificados para llevar a cabo sus funciones.
El Comisariado del Pueblo para el Trabajo fue establecido por el Tratado de Creación de la URSS. su agenda inicial fue abordar las cuestiones relacionadas con la nacionalización de las empresas, la tarifa y el aumento de la productividad laboral.  La dirección se comprometió a crear un sistema de control obrero de la industria bajo coordinación centralizada. Shliápnikov hizo que se aplicaran aranceles a las importaciones extranjeras para atraer trabajadores a las grandes empresas nacionalizadas de las industrias más pequeñas, lo que conduciría a mayores volúmenes de producción al concentrar los recursos y la mano de obra en las grandes empresas. Sin embargo, debido a la inflación rápida y repentina, las tarifas se volvieron poco prácticas y Narkomtrud no pudo implementarlas porque la economía se estaba derrumbando. Shliápnikov y los líderes sindicales propusieron ciertas medidas que alentarían a los trabajadores a trabajar más para revertir el declive económico. Por ejemplo, se propuso la reactivación de las tarifas a destajo como un incentivo para los trabajadores que también garantizaría cierta producción. Sin embargo, esta fue una propuesta controvertida debido a su naturaleza explotadora, que se consideró incompatible con los principios del socialismo. Para asegurar el éxito de la revolución obrera y la supervivencia de la clase obrera industrial, era necesario que los trabajadores no abandonaran la industria por otras profesiones y por esta razón, Shliápnikov solicitó al Consejo de Comisarios del Pueblo 30 millones de rublos para financiar cafeterías, raciones y proyectos de trabajo para los desempleados, y otros 500.000 rublos para financiar los comités de seguros de los sindicatos, otras organizaciones obreras y, por último, para publicar obras sobre la "cuestión de la política obrera".
En junio de 1933 se unió al Consejo Central de Sindicatos de toda la Unión.

## Lista de Comisarios del Pueblo
| N.º | Comisario | Comisario                   | Partido | Partido           | Periodo                                    | Gabinete                |
| --- | --------- | --------------------------- | ------- | ----------------- | ------------------------------------------ | ----------------------- |
| 1   |           | Vasili Schmidt (1886–1938)  |         | Partido Comunista | 6 de julio de 1923-29 de noviembre de 1928 | Lenin II Rýkov I–II–III |
| 2   |           | Nikolái Uglánov (1886–1937) |         | Partido Comunista | 29 de noviembre de 1928-1 de julio de 1930 | Rýkov III–IV            |
| 3   |           | Antón Tsijon (1887–1939)    |         | Partido Comunista | 1 de julio de 1930-23 de julio de 1933     | Rýkov IV Mólotov I      |